# یواس‌اس ویلیامز (دی‌ئی-۳۷۲)
یواس‌اس ویلیامز (دی‌ئی-۳۷۲) (به انگلیسی: USS Williams (DE-372)) یک کشتی بود که طول آن ۳۰۶ فوت (۹۳ متر) بود. این کشتی در سال ۱۹۴۴ ساخته شد.